# Federica Rosellini
Federica Rosellini (Treviso, 23 dicembre 1989) è un'attrice, scrittrice e regista teatrale italiana.

## Biografia e carriera
Nata a Treviso, Rosellini inizia a studiare violino entrando all'età di tredici anni nell'Orchestra Giovanile La Réjouissance di Castelfranco Veneto diretta da Elisabetta Maschio, ricoprendo il ruolo di secondo violino e cantante solista; nello stesso periodo prende lezioni di canto corale, moderno e jazz vocale.
Nel 2008 si iscrive alla scuola del Piccolo Teatro di Milano dove si diploma come attrice nel 2011 sotto la guida di Luca Ronconi, frequentando successivamente la scuola di alta specializzazione di Antonio Latella e master tenuti da Nikolaj Karpov, Thomas Ostermeier. Performer, autrice e regista si specializza come danzatrice e illustratrice. Nell’autunno 2023 un suo ritratto è stato esposto al Maxxi – Museo nazionale delle arti del XXI secolo di Roma all’interno della mostra “Straordinarie. Protagoniste del presente”, a cura di Renata Ferri, insieme a quello di un centinaio di altre artiste, letterate, intellettuali che si sono particolarmente distinte per la loro forte identità, la loro ricerca e il loro percorso lavorativo. 
Debutta nel 2010 a vent’anni ne I beati anni del castigo di Fleur Jaeggy per la regia di Luca Ronconi. Nel 2014 fonda la compagnia teatrale Ariel dei Merli con Francesca Manieri, con cui dirige e scrive spettacoli sino al 2018. Nel 2017 esordisce al cinema nel ruolo di protagonista in Dove cadono le ombre  diretta da Valentina Pedicini, interpretazione che le vale il Premio NuovoImaie Talent Award alla 74ª Mostra internazionale d'arte cinematografica di Venezia. Nel 2017 è Dioniso nelle “Baccanti” di Andrea de Rosa. Nel 2018 recita in Antigone di Federico Tiezzi, tra Roma e Bologna, e in Santa Estasi di Antonio Latella presso il Teatro delle Passioni di Modena, il Piccolo Teatro di Milano e il Festival di Avignone. Tra il 2018 e il 2019 è protagonista della tourné teatrale Il maestro e Margherita.
Nel 2020 viene scritturata nel cast del film Il legame  per Netflix. Nel 2021 scrive il libro Carne blu, di cui Nadia Terranova e Claudio Longhi scrivono le prefazioni e Fiona Sansone la postfazione, da cui trae lo spettacolo omonimo da lei stessa diretto ed interpretato, messo in scena l'anno successivo al Piccolo Teatro di Milano, entrando a far parte del teatro come artista associata in qualità di Regista e Drammaturga. Tra il 2021 e il 2022 torna al Piccolo Teatro di Milano per recitare come Amleto in Hamlet sotto la regia di Antonio Latella. Nello stesso anno è protagonista in “Solaris” di David Greig per la regia di Andrea de Rosa, interpretando la psicologa Chris Kelvin. Nel 2022 è il Venditore ne “La solitudine dei campi di cotone” sempre per la regia di Andrea de Rosa. Nel 2023 è protagonista di “Anatomia di un suicidio” di Alice Birch, progetto de Casadargilla. Successivamente nel corso del 2023 dirige ed è performer in Orgia, come parte del progetto Come devi immaginarmi dedicato a Pier Paolo Pasolini, e per la Biennale Teatro di Venezia dirige lo spettacolo Veronica, scritto da Giacomo Garaffoni.
Nel 2024 recita nel ruolo di co-protagonista nel film di Daniele Luchetti Confidenza, presentato in gara all'IFFR - International Film Festival Rotterdam nella sezione "Big Screen", e torna a recitare in Orgia al Teatro Storchi di Modena. Nello stesso anno è co-protagonista nel film Campo di battaglia di Gianni Amelio, presentato in concorso all'81ª Mostra internazionale d'arte cinematografica di Venezia.

## Filmografia

### Cinema
- Dove cadono le ombre, regia di Valentina Pedicini (2017)
- Il legame, regia di Domenico de Feudis (2020)
- Lovely Boy, regia di Francesco Lettieri (2021)
- Il Boemo, regia di Petr Václav (2022)
- Confidenza, regia di Daniele Luchetti (2024)
- Campo di battaglia, regia di Gianni Amelio (2024)

### Cortometraggi
- De Djess, regia Alice Rohrwacher (2015)

### Televisione
Grand Hotel (miniserie televisiva)
- 1992 – serie TV, 2x6 (2015)
- I misteri di Laura – serie TV, 1x6 (2015)
- Non uccidere – serie TV, 2x15 (2018)
- Petra – serie TV, 1x1 (2020)

### Programmi televisivi
- Le Iene (Italia 1, 2021)

## Teatro

### Attrice
- I beati anni del castigo, di autore, regia di Luca Ronconi. Piccolo Teatro di Milano (2010-2011)
- Il mite, di Fëdor Dostoevskij, regia di Monica Conti. Teatro Franco Parenti di Milano (2011)
- Le Baccanti, di Euripide, regia di Andrea De Rosa. Teatro Gobetti di Torino (2017)
- Santa Estasi, regia di Antonio Latella. Piccolo Teatro di Milano (2018)
- Antigone, di Sofocle, regia di Federico Tiezzi, coreografie di Raffaella Giordano. Teatro Argentina di Roma; Arena del Sole di Bologna (2018)
- Guerra Santa, di Fabrizio Sinisi, regia Gabriele Russo. Teatro Stabile di Brescia (2018-2019)
- Il maestro e Margherita, di Michail Afanas'evič Bulgakov, regia di Andrea Baracco. Tour in Italia (2018-2019)
- Giuditta, di Howard Barker, regia Massimo di Michele. Teatro di Cormons di Gorizia (2019-2020)
- La solitudine dei campi di cotone, di Bernard-Marie Koltès, regia di Andrea De Rosa. Tour in Italia (2020-2022)
- Solaris, di David Greig, regia Andrea De Rosa. Tour in Italia (2020-2024)
- Hamlet, di Ambroise Thomas, regia di Antonio Latella. Piccolo Teatro di Milano (2021-2023)
- Anatomia di un suicidio, di Alice Birch, regia Lisa Ferlazzo Natoli e Alessandro Ferroni. Piccolo Teatro di Milano (2022-2023)
- Orgia, di Pier Paolo Pasolini, regia di Andrea De Rosa. Centro Teatrale Santacristina di Bologna; Teatro Storchi di Modena (2023-2024)

### Regia e sceneggiatrice
- Bigodini (Oh, Mary); di Francesca Manieri e Federica Rosellini; regia di Francesca Manieri e Federica Rosellini. Teatro dell’Orologio di Roma (2014-2015)
- Polka Dots, di Francesca Manieri e Federica Rosellini, regia di Federica Rosellini. Teatro dell’Orologio di Roma (2014-2015)
- Kiss from baby doll, di Federica Rosellini, regia di Federica Rosellini. Teatro dell’Orologio di Roma (2015-2016)
- Si le monde etait clair, di Federica Rosellini, regia di Federica Rosellini. Teatro dell’Orologio di Roma (2016-2017)
- Testo tossico, di Paul B. Preciado, regia di Francesca Manieri e Federica Rosellini. Teatro dell’Orologio di Roma (2016-2017)
- King Kong Girl, di Virginie Despentes, regia di Francesca Manieri e Federica Rosellini. Carrozzerie N.O.T di Roma (2017-2018)
- Jordan, di Anna Reynolds e Moira Buffini, regia di Francesca Manieri e Federica Rosellini. Teatro Bellini di Roma (2018)
- Ivan e i cani, di Anna Reynolds e Moira Buffini, regia Federica Rosellini. Teatro Bellini di Roma (2020-2021)
- Scivias – du kennst die Wege, di Hildegard von Bingen, regia Federica Rosellini. Tour teatrale (2021-2022)
- Carne blu, di Federica Rosellini , regia di Federica Rosellini. Piccolo Teatro di Milano (2021-2022)
- Veronica, di Giacomo Garaffoni, regia di Federica Rosellini. Biennale di Venezia (2023)

## Opere
- Federica Rosellini, Carne blu. Studio su «Un Orlando» di Federica Rosellini, illustrazioni di Federica Rosellini, Giulio Perrone Editore, 2021, ISBN 8860045800.

## Riconoscimenti
Premio Ubu:
- 2016 – Miglior attrice/performer under 35 per lo spettacolo "Atridi: otto ritratti di famiglia" (Scuola Santa Estasi, premio condiviso con tutto il cast)
- 2021 – Miglior attrice/performer under 35 per lo spettacolo "Hamlet"

Mostra internazionale d'arte cinematografica di Venezia:
- 2017 – Premio NuovoImaie Talent Award per Dove cadono le ombre[22]

### Altri premi
- Premio Hystrio alla Vocazione - 2011
- Premio Virgine Active - 2014
- Premio Hystrio Mariangela Melato - 2018
- Premio Virginia Reiter Miglior Attrice under35 - 2018